# Stary Potok (dopływ Grajcarka)
Stary Potok – potok, prawy dopływ Grajcarka o długości 7,48 km.
Potok płynie w Beskidzie Sądeckim, w Paśmie Radziejowej. Bierze początek z połączenia dwóch potoków, z których jeden ma źródło położone na południowo-zachodnim stoku pomiędzy Wielką Prehybą a Złomistym Wierchem Północnym, natomiast drugi – na zachodnim zboczu masywu Złomistego Wierchu Północnego, pomiędzy jego dwoma szczytami. Następnie płynie na ogół na południe, doliną usytuowaną pomiędzy opadającym z Prehyby w kierunku południowym grzbietem Góry Pieniążnej, Kiczory oraz Starego Wierchu na zachodzie i odbiegającym ze Złomistego Wierchu Południowego pasmem Świniarek na wschodzie. Dolina ta jest w większości porośnięta lasem, z wyjątkiem jej dolnej części (u wylotu) oraz kilku polan na wschód od Starego Wierchu. Ujście do Grajcarka położone jest ok. 800 m na zachód od centrum Jaworek, na wysokości ok. 530 m n.p.m.
Korytem Starego Potoku biegnie granica między miejscowościami Szlachtowa i Jaworki w województwie małopolskim, w powiecie nowotarskim, w gminie miejsko-wiejskiej Szczawnica.